# Dendrobium gracilicaule
Dendrobium gracilicaule är en orkidéart som beskrevs av Ferdinand von Mueller. Dendrobium gracilicaule ingår i släktet Dendrobium, och familjen orkidéer.

## Underarter
Arten delas in i följande underarter:
- D. g. gracilicaule
- D. g. howeanum

## Bildgalleri

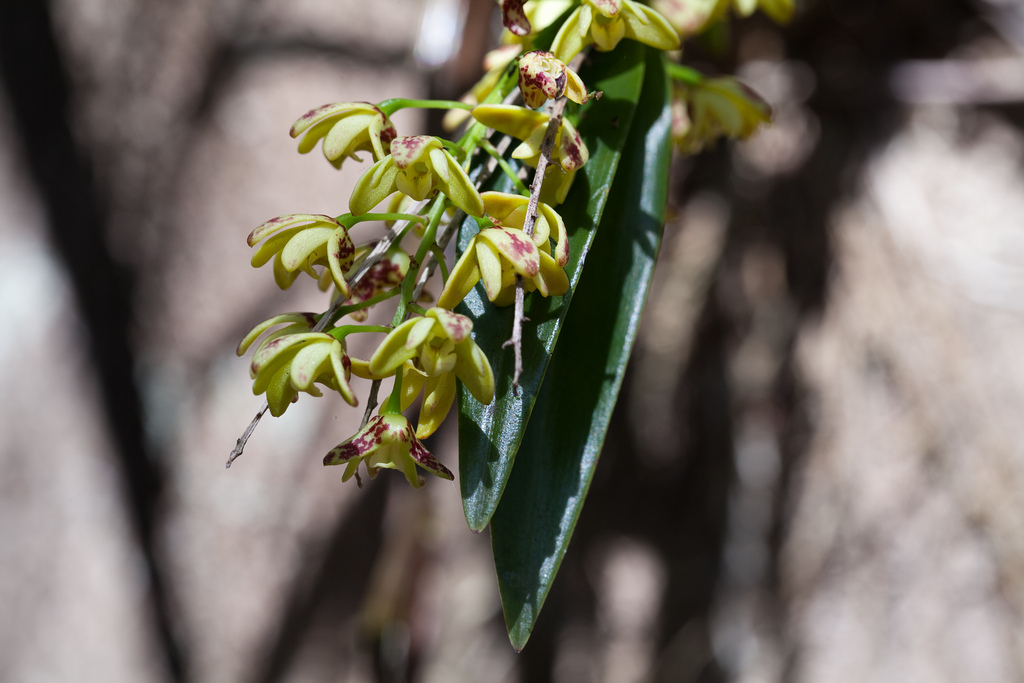
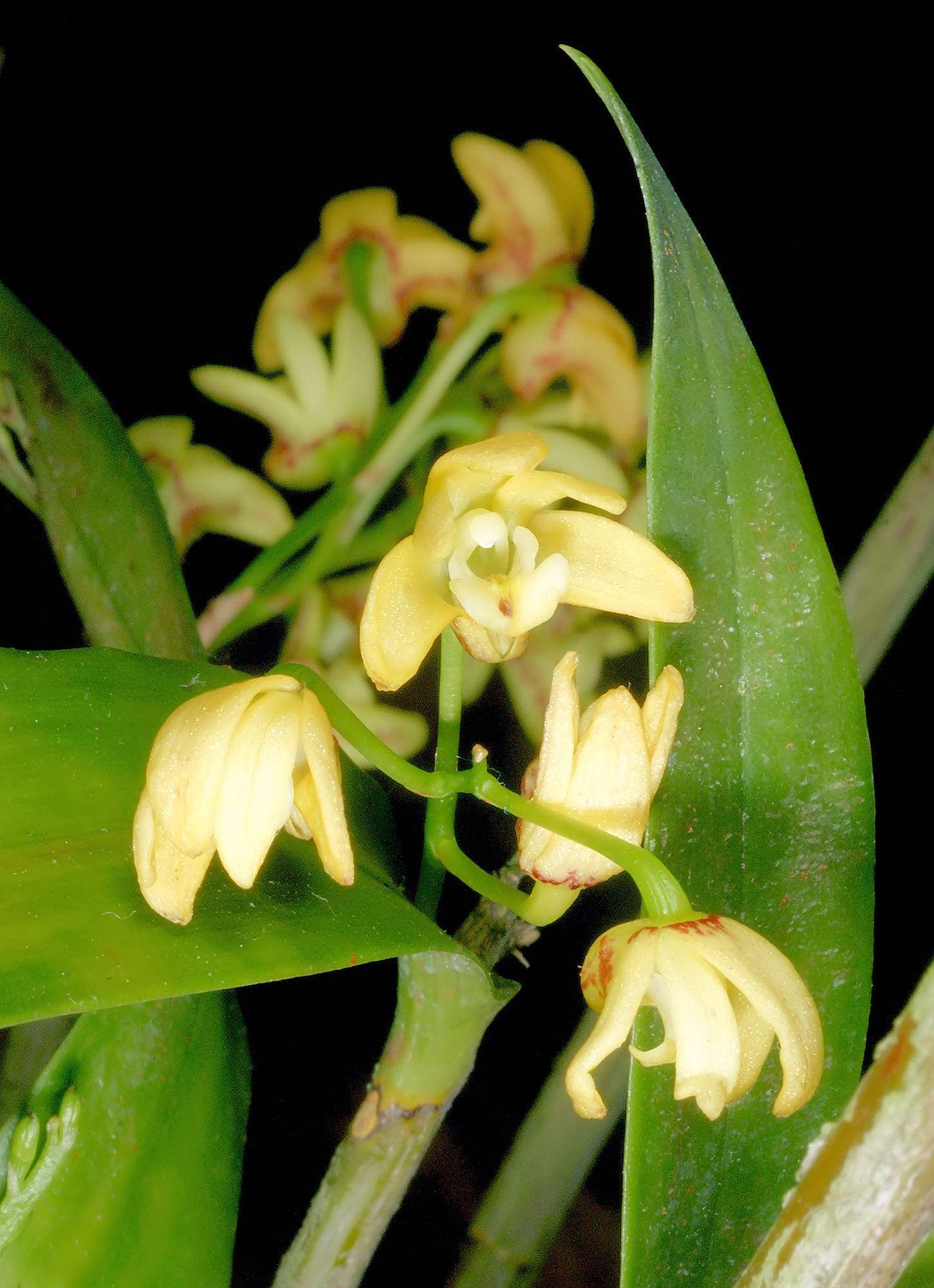
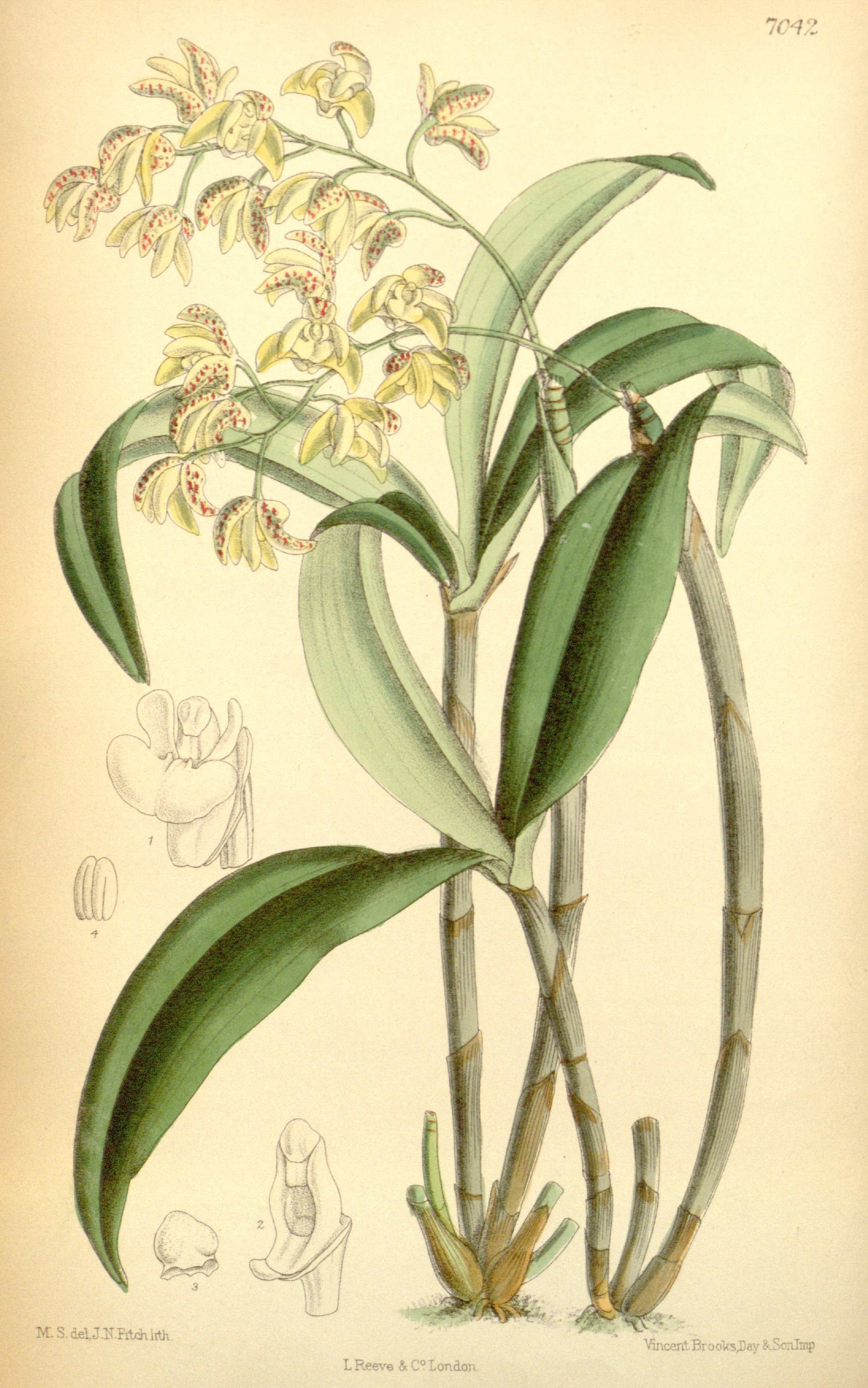